# Burrda
Burrda (Burrda Sport) — швейцарская компания, которая производит обувь и одежду для футбола, регби, гандбола, бега и занятий тренингом. Штаб-квартира компании находится в Женеве, Швейцария, офис на Ближнем Востоке расположен в Катаре. Burrda является официальным поставщиком спортивных комплектов для ряда европейских клубов и сборных, с расположением производства на Ближнем Востоке и в зоне Персидского залива, где созданы инновационные материалы, выдерживающие высокие температуры. Компания Burrda Sport недавно подписала новое соглашение со сборной США по гандболу, благодаря чему она пробилась на американский рынок.

## Спонсорство
Следующие команды используют спортивные комплекты фирмы Burrda:

### Футбол

#### Национальные сборные
- Бельгия (До июля 2014 года)
- Тунис (До июля 2014 года)

#### Лига
Burrda — официальный поставщик форм для следующих лиг и ассоциаций (все клубы в Лиге):
- V-Лига 1

#### Клубы
- Твенте (сезон 2011/2012)
- Бирмингем Сити (женщины)
- Вулверхэмптон Уондерерс
- Кембридж Юнайтед
- Лестер Сити
- Уотфорд
- Херес (начиная с сезона 2014/2015)
- Ницца (сезон 2011/2012)
- Аль-Араби
- Аль-Гарафа
- Аль-Харитият
- Лехвия
- Аль-Садд
- Ас-Сайлия
- Эш-Шамаль
- Аль-Дафра

### Гандбол

#### Национальные сборные
- Египет
- Великобритания
- США

#### Клубы
- Порт-Саид

### Регби
- Нортгемптон Сэйнтс
- Бат
- Биарриц Олимпик
- Тулон
- Скарлетс
- Бродстрит
- Лланелли

### Лига Регби-7
- Буррда Спорт Ронин 7-е

### Формула-1
Burrda Sport предоставляет спортивную форму для следующих команд Формулы-1:
- Маруся

### Олимпийские комитеты
- Катар

### Соревнования
- Панарабские игры